# Namib-Kurzohrrüsselspringer
Der Namib-Kurzohrrüsselspringer (Macroscelides flavicaudatus) oder Namib-Rundohr-Elefantenspitzmaus ist eine Säugetierart aus der Gattung Macroscelides innerhalb der Ordnung der Rüsselspringer (Macroscelidea). Sie lebt endemisch in der Wüste Namib im westlichen Namibia, wo sie karge und geröllreiche Landschaften bewohnt. Lange Zeit galt der Namib-Kurzohrrüsselspringer als Unterart des Kurzohrrüsselspringers (Macroscelides proboscideus), welche in der Karoo von Südafrika vorkommt. Erst im Jahr 2012 wurde sie in den Artstatus erhoben, wofür neben genetischen auch geographische Gründe vorlagen. Ihr Bestand wird als nicht gefährdet eingestuft.

## Beschreibung

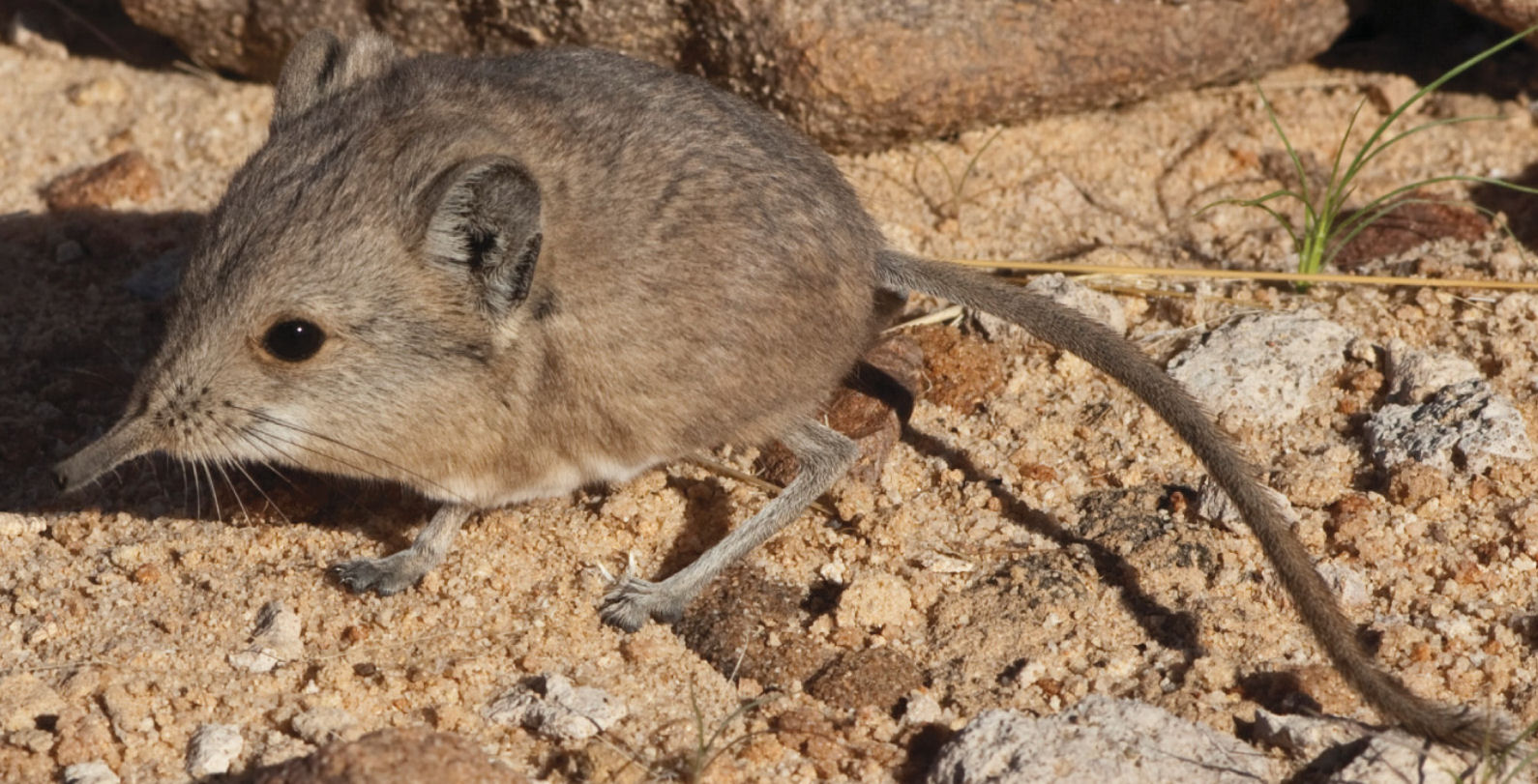
Namib-Kurzohrrüsselspringer

Der Namib-Kurzohrrüsselspringer besitzt wie andere Arten der Gattung Macroscelides einen rundlichen Körper und einen ebensolchen Kopf sowie lange, dünne Beine. Die Gesamtlänge liegt bei 19,9 bis 23,5 cm, der Schwanz nimmt davon 9,8 bis 13,0 cm ein. Somit ist der Schwanz etwa gleich lang oder geringfügig länger als der restliche Körper. Das Gewicht variiert zwischen 22 und 46 g. Mit den Körpermaßen ist der Namib-Kurzohrrüsselspringer nur wenig kleiner als der Kurzohrrüsselspringer (Macroscelides proboscideus), aber markant größer als der Etendeka-Kurzohrrüsselspringer (Macroscelides micus). In Bezug auf das Gewicht erscheint der Namib-Kurzohrrüsselspringer mit durchschnittlich 31 g etwas leichter als M. proboscideus, das auf im Mittel 39 g kommt. Nördlichere Populationen des Namib-Kurzohrrüsselspringers sind teilweise auffällig größer als südlichere. Im übrigen Aussehen weichen die beiden Arten nur geringfügig voneinander ab. Charakteristisch ist die rüsselartig verlängerte Nase, die einige Millimeter vorsteht. Die Augen sind klein, die Ohren, die zwischen 20 und 32 mm lang werden, ragen im Gegensatz zum Etendeka-Kurzohrrüsselspringer über den Kopf hinaus, sind aber typisch für Macroscelides abgerundet. An den Ohren tritt aufgrund der spärlichen Behaarung eine vergleichbar zum Kurzohrrüsselspringer dunkel pigmentierte Haut zum Vorschein, beim Etendeka-Kurzohrrüsselspringer fehlt diese Pigmentierung, wodurch die Haut rosafarben erscheint. Das Körperfell ist dicht und weich. Die Fellfarbe besitzt beim Namib-Kurzohrrüsselspringer meist einen hellen, gelblichen Farbton, es kommen aber auch mitunter die dunkleren, braungrauen Schattierungen des Kurzohrrüsselspringers vor. Der Schwanz ist im vorderen Teil nur spärlich behaart, nach hinten wird das Haarkleid deutlich dichter, sodass das Schwanzende buschig erscheint. Auf der Unterseite des Schwanzes sind Duftdrüsen ausgebildet, die beim Namib-Kurzohrrüsselspringer aber nicht immer sichtbar sind. Sofern sie äußerlich sichtbar sind, erreichen sie Längen von 8 bis 11 mm, was weniger als ein Zehntel der Schwanzlänge ausmacht. Der Etendeka-Kurzohrrüsselspringer besitzt deutlicher ausgeprägte Duftdrüsen, deren Länge fast ein Drittel des Schwanzes einnimmt. Die Länge des mit Krallen bewehrten Hinterfußes schwankt zwischen 32 und 37 mm.

## Verbreitung

Verbreitungsgebiet des Namib-Kurzohrrüsselspringers (gelb) im Vergleich zu den beiden anderen Macroscelides-Arten

Das Verbreitungsgebiet des Namib-Kurzohrrüsselspringers beschränkt sich auf den westlichen Teil Namibias. Die Art bewohnt hier die Gebiete der Namib. Die Region zeichnet sich durch ein trockenheißes Klima mit Jahresdurchschnittstemperaturen von 17 bis 21 °C und einem Jahresniederschlag von 15 bis 27 mm aus. Die Vegetation ist überwiegend spärlich und besteht aus Flechten, deren Wachstum durch den häufigen Küstennebel gefördert wird, sowie aus Grasstauden und Büschen unterschiedlicher Größe. Der Untergrund besteht teilweise aus Geröll und Felsen. Die Höhenverbreitung der Art reicht vom Meeresspiegelniveau bis zu 1400 m im Südwesten von Namibia. Das Gesamtverbreitungsgebiet umfasst etwa 38.000 km². Im nördlichen Namibia im Bereich des Etendeka-Plateaus tritt der Namib-Kurzohrrüsselspringer sympatrisch mit dem Etendeka-Kurzohrrüsselspringer auf, letzteres nutzt aber weitgehend höher gelegene Habitate. Der Kurzohrrüsselspringer dagegen hat ein weiter südlich gelegenes Verbreitungsgebiet, das hauptsächlich die Halbwüsten der Karoo umfasst und von dem des Namib-Kurzohrrüsselspringers durch einen rund 50 km breiten Korridor getrennt ist.

## Lebensweise
Allgemein sind die Vertreter von Macroscelides dämmerungsaktiv und bewegen sich schnell laufend und teils springend vorwärts. Ihre Ernährung ist omnivor, der Großteil umfasst dabei wirbellose Tiere. Sie gehen monogame Beziehungen ein, Neugeborene sind Nestflüchter. Als Unterschlüpfe dienen selbst gegrabene Erdhöhlen, Büsche oder Felsblöcke, allerdings werden keine speziellen Nester angelegt. Vor allem in den kargen Landschaften wie der Namib können die Aktionsräume der einzelnen Tiere über einen Quadratkilometer groß sein. Dabei wurde beobachtet, dass der Namib-Kurzohrrüsselspringer in Gebieten mit sehr steinigem Untergrund deutlich gerade verlaufende, mitunter sehr lange Pfade und Wege zwischen Felsblöcken oder Felsvorsprüngen anlegt, indem es Steinchen mit den Vorderfüßen wegräumt.

## Systematik
Der Namib-Kurzohrrüsselspringer ist eine Art aus der Gattung Macroscelides. In dieser Gattung stehen heute zwei weitere Arten. Macroscelides wird zur Ordnung der Rüsselspringer (Macroscelidea) verwiesen, einer Gruppe von kleineren, nur in Afrika heimischen Säugetieren. Die Rüsselspringer teilen sich in zwei Familien auf. Die Rhynchocyonidae enthalten nur die Rüsselhündchen (Rhynchocyon) und sind dadurch monotypisch. Sie bewohnen überwiegend bewaldete Habitate. Den Macroscelididae werden neben Macroscelides auch die Elefantenspitzmäuse (Elephantulus), die Arten der Gattung Galegeeska, die Rüsselratte (Petrodromus) und die Nordafrikanische Elefantenspitzmaus (Petrosaltator) zugeordnet. Diese sind mehr an trockene Offenlandschaften bis wüstenartige Regionen angepasst. Laut molekulargenetischen Untersuchungen ist Macroscelides näher mit Petrodromus und Petrosaltator verwandt. Die beiden Familien trennten sich im Unteren Oligozän vor etwa 32,8 Millionen Jahre voneinander ab, die stärkere Diversifizierung der Macroscelididae erfolgte im Oberen Oligozän vor rund 28,5 Millionen Jahren. Die Gattung Macroscelides bildete sich im Unteren Miozän vor etwa 19,1 Millionen Jahren heraus.
In der ersten Hälfte des 20. Jahrhunderts war eine Aufteilung der Gattung Macroscelides in zwei Arten mit bis zu 10 Unterarten im Gebrauch. Eine Revision der Gattung im Jahr 1968 erbrachte mit dem Kurzohrrüsselspringer (Macroscelides proboscideus) nur eine Art, die durch zwei Unterarten repräsentiert wurde. Demnach beschränkte sich M. p. proboscideus auf die Karoo-Gebiete in Südafrika, die durch dunklere Landschaftstöne und stärker von Schatten beeinflusste Areale gekennzeichnet sind. M. p. flavicaudatus bewohnte dagegen die helleren und sonnigeren Regionen der Namib weiter nördlich. Die teils variantenreichen Fellzeichnungen wurden dabei als Anpassung an lokale Habitatbedingungen angesehen. Über das Vorkommen und die Anzahl der Unterarten wurde zwar diskutiert, doch die monotypische Stellung der Gattung Macroscelides galt noch bis zum Beginn des dritten Jahrtausends.
Am Anfang des 21. Jahrhunderts durchgeführte molekulargenetische Untersuchungen kombiniert mit Feldforschungen vor Ort ergaben, dass die Gattung Macroscelides eine variantenreiche Gruppe mit einer diversen Anzahl an Haplotypen bildet. Demnach ließen sich zwei Gruppen unterscheiden, eine nördlichere, die der Unterart M. p. flavicaudatus entspricht, und eine südlichere, durch M. p. proboscideus repräsentierte. Beide Gruppen hatten sich den genetischen Untersuchungen zufolge seit längerer Zeit unabhängig voneinander entwickelt. Die Felduntersuchungen zeigten weiterhin auf, dass das ursprünglich als geschlossen angesehene Verbreitungsgebiet von Macroscelides im Bereich des NamibRand-Naturreservats auf einer Breite von wenigstens 50 km unterbrochen ist und dadurch beide Populationen voneinander getrennt bestehen. In den Gebieten der geringsten Distanz zwischen den beiden Populationen konnten weiterhin keine Hybridformen gefunden werden, demnach bestand also kein Genfluss. Zudem unterschieden sich die Vertreter von M. p. flavicaudatus in den südlichsten Verbreitungsgebieten durch ihre geringe Größe beträchtlich von den nördlichsten Angehörigen der Unterart M. p. proboscideus. Erst nach Norden hin und in weiterer Entfernung zur südlichen Population treten allmählich größerer Formen der nördlichen Gruppe auf. Auch die verschiedenen Farbvarianten erwiesen sich nicht als reine Variationsbreite eines Merkmals, da die nördlicheren Tiere der Namib häufig eine hellere Farbe als die südlichen aus der Karoo besaßen. Aus all diesen Gründen erhoben John P. Dumbacher, der wissenschaftliche Leiter der Untersuchungen, und seine Forscherkollegen M. p. flavicaudatus in den Artstatus, womit der Namib-Kurzohrrüsselspringer neben dem Kurzohrrüsselspringer die zweite anerkannte Art von Macroscelides wurde. Im Jahr 2014 kam mit dem Etendeka-Kurzohrrüsselspringer (Macroscelides micus) eine dritte hinzu, die regional sympatrisch zum Namib-Kurzohrrüsselspringer auftritt und ebenfalls durch eine dunklere Fellfarbe charakterisiert ist.
Die wissenschaftliche Erstbeschreibung des Namib-Kurzohrrüsselspringers als Unterart des Kurzohrrüsselspringers erfolgte bereits 1955 durch Bengt Lundholm. Die Beschreibung basierte auf einem 22 cm langen männlichen Tier, dass 9,6 km vom Mündungsgebiet des Flusses Omaruru im westlichen Namibia gefunden worden war. Lundholm gab dies auch als Typusgebiet an. Der Artname flavicaudatus bezieht sich auf die gelblichgraue Schwanzfärbung (lateinisch flāvus für „goldgelb“, „blond“ und cauda für „Schwanz“).

## Bedrohung und Schutz
Größere Bedrohungsfaktoren sind für den Namib-Kurzohrrüsselspringer nicht bekannt. Die Art bewohnt überwiegend sehr trockene Habitate, die für menschliche Aktivitäten eher ungeeignet sind. Möglicherweise bestehen in der Nähe von Fluss- und Wassergebieten Konfliktmöglichkeiten, eine lokale Überprägung der Landschaften dort durch menschliche Ansiedlungen oder landwirtschaftliche Tätigkeiten ist daher in Zukunft nicht auszuschließen. Auch kann regional der Mineralienabbau einen größeren Einfluss haben. Die IUCN stuft die Art daher als „nicht gefährdet“ (least concern) ein. Sie kommt in mehreren Naturschutzgebieten vor, so unter anderem im NamibRand-Naturreservat und im Skelettküsten-Nationalpark.